# Harutalcis
Harutalcis là một chi bướm đêm thuộc họ Geometridae.